# Дони-Жабар (община)
Община Дони-Жабар (серб. Општина Доњи Жабар) —  община (муниципалитет) на северо-востоке Республики Сербской в составе БиГ. Центр находится в собственно селе Дони-Жабар. Входит в формирующийся регион Биелина.

## Население
По переписи населения 2013 года численность населения общины Дони-Жабар составила 4 043 человека, по переписи 1991 года (в 6-ти нп) —  6 171 человек.
Этнический состав населения общины Дони-Жабар по переписи 1991 года (в границах 2013 года, 6 нп):
- хорваты — 3277 (53,10 %);
- сербы — 2782 (45,08 %);
- боснийские мусульмане — 15 (0,24 %);
- югославы — 37 (0,60 %);
- остальные, неопределённые и неопознанные — 60 (0,97 %).

Всего: 6.171 чел.

## Населённые пункты
В состав общины входят 6 населённых пунктов.
|   | нас. пункт | серб.      | босн.       | 1991 | 2013 |
| - | ---------- | ---------- | ----------- | ---- | ---- |
| 1 | Дони-Жабар | Доњи Жабар | Donji Žabar | 1420 | 1297 |
| 2 | Енич       | Јењић      | Jenjić      | 290  | 94   |
| 3 | Лепница    | Лепница    | Lepnica     | 140  | 71   |
| 4 | Лончари    | Лончари    | Lončari     | 484  | 985  |
| 5 | Оштра-Лука | Оштра Лука | Oštra Luka  | 3041 | 925  |
| 6 | Чович-Поле | Човић Поље | Čović Polje | 796  | 671  |
|   | всего      | укупно     |             | 6171 | 4043 |

## История
После боснийской войны в 1995 году по Дейтонским соглашениям из состава общины Орашье (16 нп), отошедшей к ФБиГ, была выделена отдельная община Дони-Жабар (из 6 нп), отошедшая к Республике Сербской и первоначально именовавшаяся как Српско-Орашье (серб. Српско Орашје).